# Baćevac
Baćevac (cyr. Баћевац) – wieś w Serbii, w mieście Belgrad, w gminie miejskiej Barajevo. W 2011 roku liczyła 1942 mieszkańców.